# 소양1터널
소양1터널(所陽1터널, Soyang 1 Tunnel)은 전북특별자치도 완주군 소양면 해월리에 위치한 새만금포항고속도로지선 상의 터널이다. 용봉산을 관통하며, 2007년 12월 13일 익산 분기점 ~ 장수 나들목 구간과 함께 개통하였다.
연장 익산 방면은 705m, 완주 방면은 745m이고 폭의 경우 익산 방면은 11.6m(유효폭 10.7m), 완주 방면은 13.8m(유효폭 12.9m)이다. 높이는 익산 방면 7.3m, 완주 방면 8.4m로 방향별로 건설된 두 터널의 규모 차이가 있다. 산지에 건설된 탓에 터널 북서쪽으로는 바로 소양천교와 소양 나들목으로, 동남쪽으로는 화심1교 및 화심2교와 소양2터널으로 이어진다.

## 같이 보기
- 소양2터널: 완주 방면, 다음 터널